# Lasius xerophilus
Lasius xerophilus es una especie de hormiga del género Lasius, tribu, Lasiini, orden Hymenoptera. Fue descrita por MacKay & MacKay en 1994.

## Distribución
Se distribuye por Estados Unidos.

## Hábitat
Habita en montículos pequeños, normalmente en aquellos que sobrepasan los 10 centímetros.